# Лапата, Николай Иванович
Николай Иванович Лапата (2 апреля 1921 года, Кременное — 30 мая 1977 года, Москва) — Герой Советского Союза, гвардии полковник, кандидат военных наук, доцент.

## Биография
В вооружённых силах с 1938 года. В 1940 году окончил артиллерийское техническое училище в городе Ленинграде.
В годы Великой Отечественной войны командир дивизиона 122-го гвардейского артиллерийского полка 51-й стрелковой дивизии 6-й гвардейской армии 1-го Прибалтийского фронта. Гвардии капитан Лапата отличился при прорыве обороны и форсировании реки Западная Двина в июне 1944 года.
С 1952 года работал в Военно-Технической Академии имени Дзержинского на должностях — преподаватель, старший преподаватель, начальник кафедры.

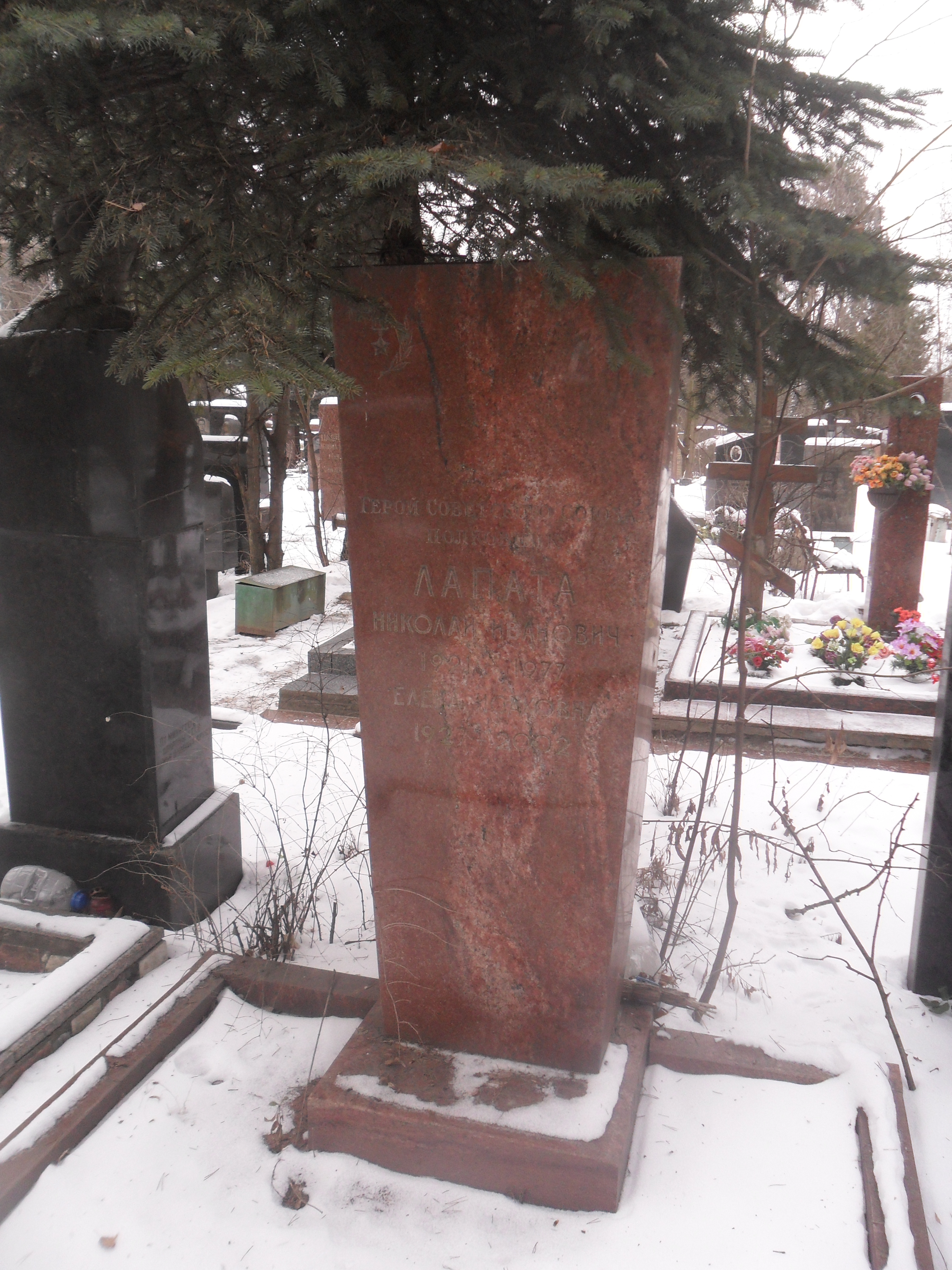
Могила Лапаты на Кунцевском кладбище Москвы.

Похоронен на Кунцевском кладбище.

## Награды
- Герой Советского Союза;
- орден Ленина;
- орден Красного Знамени;
- орден Александра Невского;
- орден Отечественной войны II степени;
- два ордена Красной Звезды;
- медали.